# فرودگاه آبی هانتسویل
فرودگاه آبی هانتسویل (به انگلیسی: Huntsville Water Aerodrome) یک فرودگاه خصوصی است که یک باند فرود آب دارد. این فرودگاه در کشور کانادا قرار دارد و در ارتفاع ۲۸۴ متری از سطح دریا واقع شده‌است.